# Vol 253 de Northwest Airlines
El vol 253 de Northwest Airlines fou un vol internacional entre l'Aeroport d'Amsterdam-Schiphol (Països Baixos) a l'Aeroport Internacional de Detroit (Estats Units). Fou l'escenari d'un atemptat fallit d'Al-Qaida el 25 de desembre del 2009, quan un passatger intentà detonar explosius químics que portava cosits a la roba interior. Els altres passatgers i la tripulació aconseguiren reduir el terrorista i l'Airbus A330 que operava el vol pogué aterrar sense més problemes.